# Henry Erskine, 5. Baronet

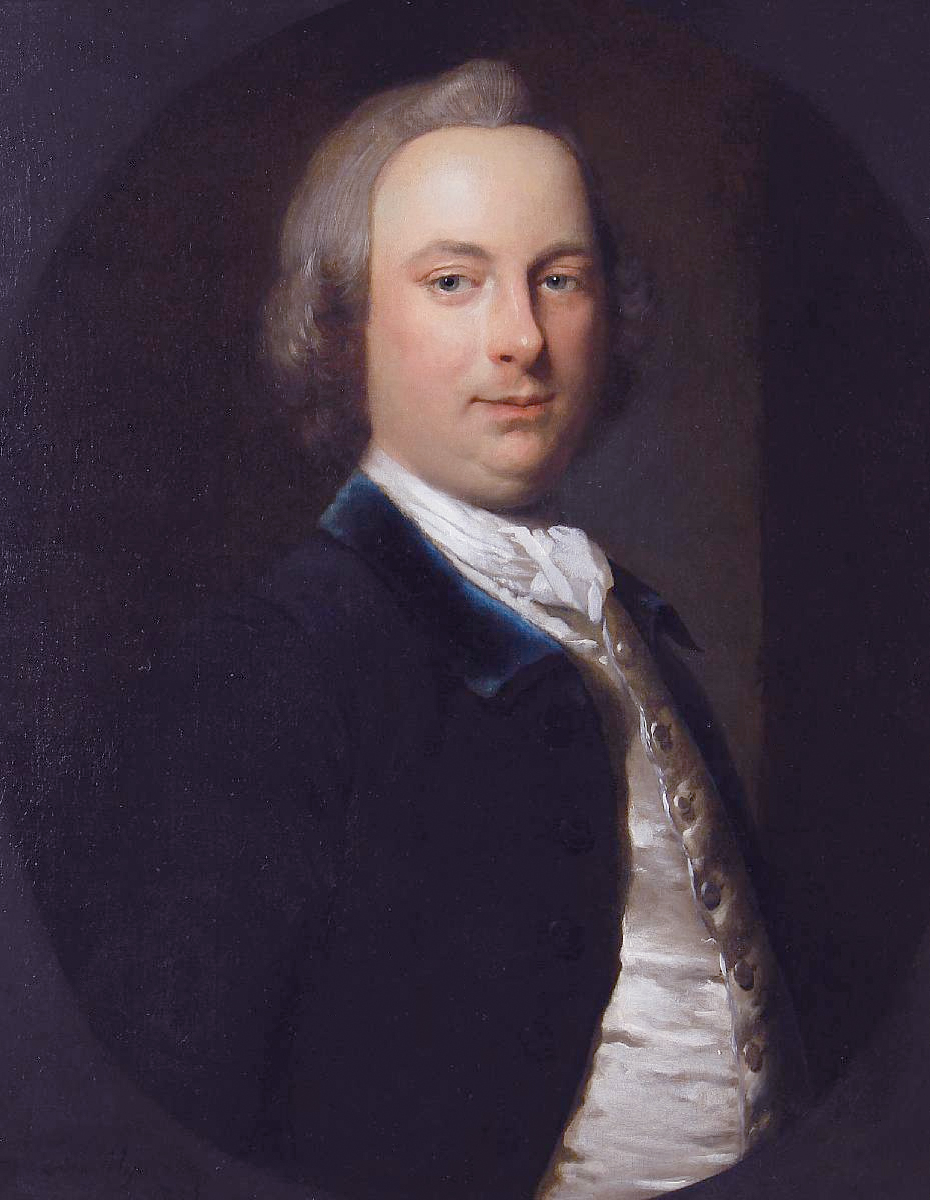
Sir Henry Erskine, 5. Baronet

Sir Henry Erskine, 5. Baronet (getauft 23. Dezember 1710; † 7. August 1765), war ein schottisch-britischer Adliger, Offizier und Politiker.

## Leben
Er war der zweite Sohn des Sir John Erskine, 3. Baronet, aus dessen Ehe mit Catherine St. Clair, Tochter des Henry St Clair, 10. Lord Sinclair.
Er besuchte vermutlich um 1725 das Eton College und studierte ab 1728 Rechtswissenschaften am Lincoln’s Inn. Statt eine juristische Karriere zu machen, trat er 1735 als Ensign des 22nd Regiment of Foot in die British Army ein. 1736 wurde er zum Lieutenant befördert und 1743 wechselte er als Captain zum 1st (Royal) Regiment of Foot. 1746 wurde er zum Lieutenant-Colonel befördert. Im Januar 1756 wurde er aus dem Armeedienst entlassen, aber im November 1760 wieder reaktiviert und, rückwirkend zum Juni 1759 in den Rang eines Major-General befördert. Von 1760 bis 1761 amtierte er als Colonel des 67th Regiment of Foot, von 1761 bis 1762 als Colonel des 25th Regiment of Foot, und von 1762 bis zu seinem Tod, 1765, als Colonel des 1st (Royal) Regiment of Foot. 1765 wurde er zum Lieutenant-General befördert.
Als sein älterer Bruder Sir Charles Erskine, 4. Baronet 1747 als Major des 1st (Royal) Regiment of Foot in der Schlacht bei Lauffeldt fiel und keine Söhne hinterließ, erbte er dessen 1666 in der Baronetage of Nova Scotia geschaffenen Adelstitel als 4. Baronet, of Alva.
Parallel zu seinem Armeedienst war er von 1749 bis 1754 als Abgeordneter für Ayr Burghs und von 1754 bis 1761 für Anstruther Burghs Mitglied im britischen House of Commons. Von 1757 bis 1760 hatte er das öffentliche Amt eines Surveyor of the King’s private roads inne und 1765 wurde er zum Secretary des Distelordens ernannt.
Als er am 7. August 1765, erbte sein älterer Sohn James Erskine seinen Adelstitel als 6. Baronet. Dieser ergänzte 1789 seinen Familiennamen nach seiner Großmutter väterlicherseits zu St. Clair-Erskine und erbte aufgrund einer besonderen Erbregelung 1805 von seinem Onkel mütterlicherseits den Titel Earl of Rosslyn.

## Ehe und Nachkommen
1761 heiratete er Janet Wedderburn, Tochter des Richters am Court of Session Peter Wedderburn, Lord Chesterhall, und Schwester des späteren 1. Earl of Rosslyn. Mit ihr hatte er eine Tochter und zwei Söhne:
- Lady Henrietta Maria Erskine († 1820);
- James St. Clair-Erskine, 2. Earl of Rosslyn (1762–1837) ⚭ Harriet Elizabeth Bouverie;
- John Erskine († 1817) ⚭ Mary Mordaunt.